# A-10 선더볼트 II
A-10 썬더볼트 II(영어: Fairchild Republic A-10 Thunderbolt II)는 단좌형, 쌍발 터보팬 엔진, 직선날개를 가진 미국 공군의 근접지원기로, 최버 고도로 날아가면서 탱크나 기계화부대, 기타 지상 목표물 등을 공격할 수 있는 공격기다. 최대 이륙중량 23톤으로 F/A-18과 같은 무게이며, F-16(19톤)보다 무겁다.
공군 최초로 근접항공지원만 할 수 있도록 설계되었다. A-10의 정식 명칭은 제2차 세계대전 때 근접항공지원에 효과적이었던 P-47 썬더볼트의 이름에서 유래했다. A-10의 다른 이름으로는 흑멧돼지 또는 간단하게 멧돼지(warthog)라고도 한다. 2차 임무로 지상 표적에 대하여 다른 항공기를 유도 및 호위하고 공수를 위해 항공 관제를 제공한다.

## 제원
정보의 출처: The Great Book of Modern Warplanes, Fairchild-Republic A/OA-10
일반 특성
- 승무원: 1
- 길이: 53 ft 4 인치 (16.26 m)
- 날개폭: 57 ft 6 인치 (17.53 m)
- 높이: 14 ft 8 인치 (4.47 m)
- 날개면적: 506 ft² (47.0 m²)
- 날개꼴: NACA 6716 root, NACA 6713 tip
- 공허중량: 24,959 파운드 (11,321 kg)
- 탑재중량: 

  - Standard: 30,384 파운드 (13,782 kg)
  - On CAS mission: 47,094 파운드 (21,361 kg)
  - On anti-armor mission: 42,071 파운드 (19,083 kg)
- 최대이륙중량: 50,000 파운드 (23,000 kg)

성능
- 초과금지속도: 450 knots (518 mph,[4] 833 km/h) at 5,000 ft (1,500 m) with 18 Mk 82 bombs[5]
- 최대속도: 381 knots (439 mph, 706 km/h) at sea level, clean[4]
- 순항속도: 300 knots (340 mph, 560 km/h)
- 실속속도: 120 knots (220 km/h) [6]
- 전투행동반경: 

  - CAS 임무: 250 nmi (288 mi, 460 km) at 1.88 hour single-engine loiter at 5,000 ft (1,500 m), 10 min combat
  - On anti-armor mission: 252 nmi (290 mi, 467 km), 40 nm (45 mi, 75 km)
- 최대항속거리: 2,240 nmi (2,580 mi, 4,150 km) with 50 knot (55 mph, 90 km/h) headwinds, 20 minutes reserve
- 상승한도: 45,000 ft (13,700 m)
- 상승률: 6,000 ft/min (30 m/s)
- 날개하중: 99 파운드/ft² (482 kg/m²)

무장
- 기관포: 1× 30 mm GAU-8 어벤저 개틀링포 1,174 발
- 무기장착점: 11 (8× 날개 밑, 3× 동체) 16,000 lb (7,260 kg),다음의 조합이 가능함:
  - 로켓: 

    - 4× LAU-61/LAU-68 로켓 포드 (each with 19× / 7× Hydra 70 mm rockets, respectively)
    - 4× LAU-5003 로켓 포드 (each with 19× CRV7 70 mm rockets)
    - 6× LAU-10 로켓 포드 (each with 4× 127 mm (5.0 in) Zuni rockets)

  - 미사일: 

    - 2× AIM-9 사이드와인더
    - 8× AGM-65 매버릭

  - 폭탄: 

    - Mark 80 시리즈 폭탄
    - Mk 77 incendiary bombs or
    - BLU-1, BLU-27/B Rockeye II, Mk20, BL-755[7] and CBU-52/58/71/87/89/97 cluster bombs or
    - 페이브웨이 시리즈
    - JDAM (A-10C)[8] or
    - Wind Corrected Munitions Dispenser (A-10C)

  - 기타: * SUU-42A/A 채프/플래어 포드
- AN/ALQ-131 & AN/ALQ-184 ECM 포드
- 록히드 마틴 스나이퍼 타케팅 포드, 라이트닝 타게팅 포드 (A-10C)
- 2× 600 갤런 드롭탱크

항공전자장비
- Pave Penny laser tracker pod (mounted beneath right side of cockpit) for use with Paveway LGBs